# Vieux Palais (Rouen)
Le Vieux Palais désigne le château royal construit par Henri V à Rouen et détruit pendant la Révolution.

## Localisation
Le château, construit par Henri V, roi d'Angleterre, était situé à l'angle sud-ouest de la ville médiévale, en bordure de la Seine, idéalement situé pour surveiller le trafic fluvial. Son emplacement est limité par la place Henri-IV, la rue d'Harcourt, le quai du Havre, le boulevard des Belges et la rue Saint-Jacques. Les archives du tabellionage décrivent ainsi le lieu : « Vieux palais, construit sur une place séant en la paroisse Saint-Éloi, auprès de la tour Maussefrote et de la rivière de Seine, en laquelle place souloit estre anciennement marché aux chevaulx ».

## Historique
Cette construction fait suite à la conquête de la ville par les Anglais. Le terrain est acquis par expropriation le 13 mars 1419 et les travaux sont financés par de l'argent rouennais. Il existait dans les remparts de la ville une porte du Pré menant à des prairies au-dessous du couvent des Jacobins. Jean Oursel rapporte que « par cette porte on alloi au Pré de la Bataille, pour les lavandières. » Cette porte est fermée en 1419 lors de l'érection du château du Vieil-Palais. Le couvent des Minimes qui occupe les lieux près de la porte du Pré est transféré dans l'actuelle rue des Béguines. Commencé en 1419, le chantier est interrompu en 1422. Il reprend en 1436 pour s’achever, pour l'essentiel, en 1443. C'est Jenson Salvart, également maître d'œuvre de la ville, de la cathédrale et du bailliage, qui est chargé de sa construction. Les rois anglais n'y séjournèrent finalement jamais car il n'était pas complètement achevé en 1449.
Il prend le nom de « Vieux Palais » après la construction du Palais Royal, échiquier de Normandie devenu Parlement de Normandie (actuel palais de justice de Rouen).
Un bastion sera bâti en 1569 à la place d'une tour donnant sur la Seine. Des travaux sont entrepris en 1577 et 1583 sur les bastions. En 1706, la tour Mal-s'y-frotte est rasée et remplacée par une terrasse arborée, devenue, par la suite, un lieu de promenade.
La forteresse se rend en 1789 devant la garde urbaine. Vendue, sa démolition est décidée en 1792 et s'effectue de 1793 à 1798.

## Architecture

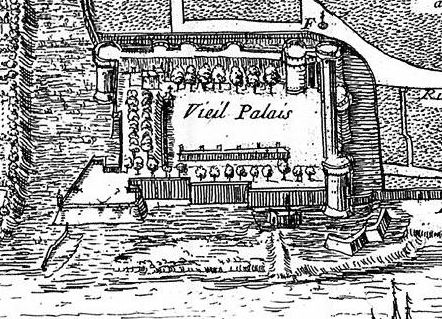
Le Vieux Palais sur le plan de Gomboust en 1655.

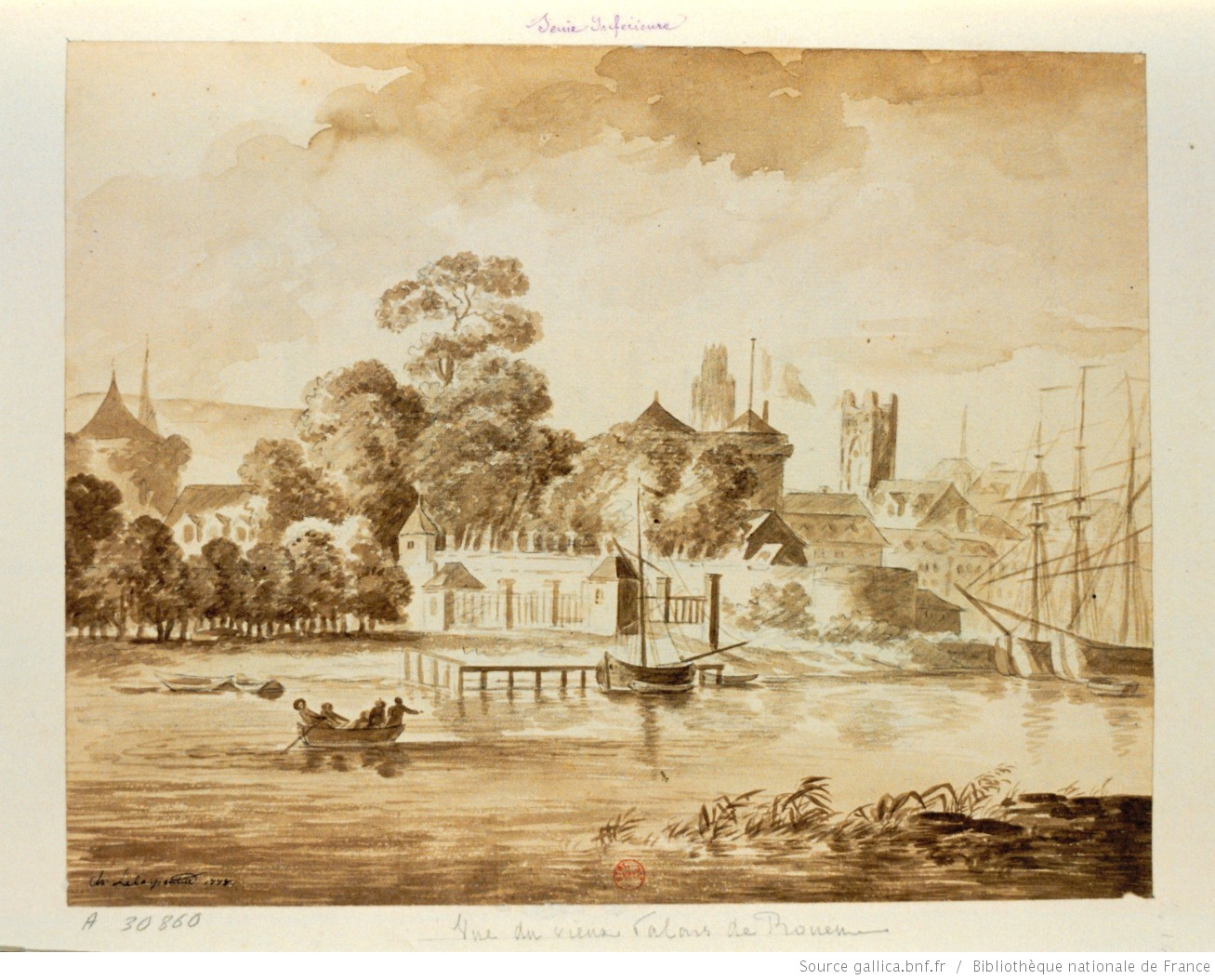
Vue du vieux palais de Rouen par Le Carpentier en 1778.

De forme quadrangulaire, le Vieux Palais s'appuyait sur deux courtines de l'enceinte de la ville et utilisait deux tours de cette enceinte. Deux courtines neuves furent créées, épaulées par 7 tours et 2 portes donnant sur la ville, dont l'aspect est connu par le Livre des Fontaines et par des dessin et peinture de Jean-Baptiste Lallemand .
La citadelle était entourée de larges fossés que la Seine remplissait.

## Souvenir
La seule trace existante de la présence de ce château royal est marquée par la rue du Vieux-Palais, reliant la place du Vieux-Marché à la place Henri-IV. 
Sur la place du Vieux-Palais, maintenant place Henri-IV, fut élevée une statue d'Hercule à l'Antique en lequel les habitants voyaient un Henri IV pour le moins original. En 1782, elle fut remplacée par une autre statue d'Henri IV en habit royal, statue qui ne résista pas à la fureur révolutionnaire. La statue originelle fut restaurée et réintégrée sur la place en 2014.